# Bénin
Bénin (phát âm tiếng Pháp: [benɛ̃], phiên âm thành "Bê-nanh"), tên chính thức Cộng hoà Bénin (tiếng Pháp: République du Bénin), là một quốc gia Tây Phi, tên cũ là Dahomey (cho tới năm 1975) hay Dahomania. Nó có chung biên giới với Togo ở phía tây, Nigeria ở phía đông và Burkina Faso cùng Niger ở phía bắc; bờ biển ngắn ở phía nam nước này dẫn tới Eo Benin. Thủ đô của Bénin là Porto Novo, nhưng chính phủ đóng trụ sở tại Cotonou.

## Tên
Benin có tên đầy đủ là "Cộng hòa Benin", nằm ở phần đông nam của Tây Phi, nam giáp vịnh Guinea.
Tên nước lấy tên từ vương quốc Benin với Benin làm trung tâm kiến lập ở đồng bằng hạ du sông Niger. "Benin" trong tiếng địa phương có nghĩa là "nô lệ".
Năm 1580, những người Bồ Đào Nha đầu tiên đến Veda - duyên hải Benin tiến hành hoạt động buôn bán nô lệ. Năm 1894, thực dân Pháp dùng vũ lực chiếm lĩnh toàn bộ Benin, gọi chung lãnh địa vịnh Benin thuộc Pháp bao gồm vương quốc Abomey và các vùng đất thuộc địa khác là "Dahomey".
Về ý nghĩa của "Dahomey" có nhiều cách giải thích khác nhau. Một thuyết cho rằng "daan" là xưng hiệu thế tập của người sáng lập vương quốc Dahomey khi lên làm tù trưởng, "homey" trong tiếng dân tộc Fon mang nghĩa "nhà ở", "Dahomey" hợp lại có nghĩa là "nhà của tù trưởng".
Một thuyết khác cho rằng, tương truyền năm 1645 có một vị hoàng tử đưa ra yêu cầu về lãnh thổ với vương quốc Daan. Daan phẫn nộ nói: "Hoàng tử trẻ tuổi kia, ngươi thật tham lam quá đỗi, nếu ta không đề phòng, ngươi có thể đem ngôi nhà xây trên bụng ta". Về sau Daan bị đánh bại, vị hoàng tử đã dựng một ngôi nhà lá trên vùng đất mai táng ông ta, đặt tên là "Danhome Houegbe", nghĩa là "ngôi nhà trên bụng Daan". Sau dùng để chỉ cả một vùng. "Danhome" biến thành "Dahomey".
Khoảng thế kỷ XVI, nơi đây hình thành nhiều tiểu vương quốc và các bộ lạc. Năm 1580, người Bồ Đào Nha xâm nhập vào Benin. Năm 1626, thực dân Pháp xâm chiếm Benin. Năm 1913, trở thành thuộc địa của Pháp. Tháng 12 năm 1958, thành nước tự trị trong khối Cộng đồng Pháp. Ngày 1 tháng 8 năm 1960 tuyên bố độc lập, thành lập "Cộng hòa Dahomey". Ngày 30 tháng 11 năm 1975, đổi tên thành "Cộng hòa Nhân dân Benin". Ngày 1 tháng 3 năm 1990 định tên là "Cộng hòa Benin".

## Lịch sử

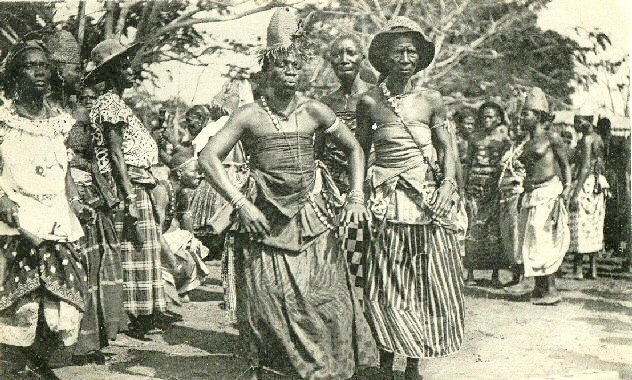
Lễ hội tại Abomey, 1908

Vương quốc Dahomey tại Châu Phi được một nhóm sắc tộc bản địa thành lập tại đồng bằng Abomey. Nhà sử học IA Akinjogbin đã đưa ra lý thuyết cho rằng sự mất an ninh do tình trạng buôn bán nô lệ có thể đã góp phần vào việc di cư hàng loạt của các nhóm người khác nhau, gồm cả một thành phần gia đình hoàng gia tại thành phố Allada, tới Abomey. Các nhóm đó kết hợp xung quanh một nền văn minh quân sự chặt chẽ với mục tiêu đảm bảo an ninh và cuối cùng là mở rộng các biên giới của vương quốc nhỏ bé.
Dahomey được biết tới với nền văn hóa và các truyền thống riêng biệt của nó. Các chú bé được cho học nghề với những người lính từ khi còn rất nhỏ, và học về các truyền thống quân sự của vương quốc cho tới khi đủ tuổi gia nhập quân đội. Dahomey cũng nổi tiếng về một đội ngũ binh lính nữ ưu tú, được gọi là "Ahosi" hay "những người mẹ của chúng ta" trong tiếng Fon gbè, nhưng thường được chuyển tự sang tiếng Anh là Dahomean Amazons. Sự nhấn mạnh trên nguyên tắc quân sự và thành công này khiến người Dahomey được những nhà nghiên cứu châu Âu như Sir Richard Francis Burton đặt biệt hiệu "những Sparta đen nhỏ bé". Hiến tế người là việc thường xuyên, theo các nguồn tin đương thời; vào những ngày lễ và những dịp đặc biệt, hàng ngàn nô lệ và tù binh chiến tranh bị chém đầu trước công chúng. Một số niềm tin tôn giáo Dahomey cho rằng việc chém đầu người sẽ làm tăng uy danh và quyền lực của nhà vua Dahomey cũng như cho các chiến binh của họ.
Dù những người thành lập Dahomey dường như ban đầu đã chống lại nó, việc buôn bán nô lệ luôn có trong tôn giáo của Dahomey trong hầu như suốt ba trăm năm, dẫn tới việc vùng này được gọi là "Bờ biển Nô lệ". Những nhu cầu nghi lễ triều đình, đòi hỏi một phần tù nhân bị bắt giữ qua các trận chiến phải được đem ra chặt đầu, dẫn tới việc giảm số lượng nô lệ xuất khẩu từ vùng này. Con số này đã giảm từ 20.000 ở cuối thế kỷ XVII xuống còn 12.000 vào đầu thập niên 1800. Sự suy giảm một phần do nhiều quốc gia thuộc địa đã tuyên bố việc buôn bán nô lệ là trái pháp luật. Sự sụt giảm này tiếp tục kéo dài tới năm 1885, khi con tàu buôn cuối cùng của Bồ Đào Nha rời cảng với những người nô lệ trên boong từ một nơi thuộc Bénin ngày nay.
Cùng với vương quốc hùng mạnh Dahomey, một số lượng các quốc gia khác tại những vùng có người ở sau này sẽ trở thành Cộng hoà Bénin. Những quốc gia đáng chú ý gồm Ketu, Icha, Dassa, Anago, và các phụ nhóm của người nói tiếng Yoruba. Những nhóm này có quan hệ chặt chẽ với các phụ nhóm ở Nigeria ngày nay, và thường là kẻ đối địch với người Dahomey. Tuy nhiên, một số người lại là công dân của Dahomey và theo các tôn giáo như tại Porto Novo hiện nay, giữa hai nhóm có hôn nhân lai chủng.
Các dân tộc phía bắc là Borgu, Mahi, và nhiều nhóm sắc tộc khác tạo nên dân số hiện nay của quốc gia.
Tới giữa thế kỷ XIX, Dahomey bắt đầu đánh mất vị trí và sức mạnh trong vùng, khiến người Pháp có cơ hội chiếm toàn bộ vùng này năm 1892. Năm 1899, vùng đất trở thành một phần của thuộc địa Tây Phi thuộc Pháp, vẫn giữ tên gọi là Dahomey. Năm 1958, nó được trao quyền tự trị với tên gọi Cộng hoà Dahomey, và bắt đầu có quyền độc lập hoàn toàn từ ngày 1 tháng 8 năm 1960.
Trong 12 năm tiếp theo, những xung đột sắc tộc dẫn tới một giai đoạn hỗn loạn. Nhiều cuộc đảo chính, thay đổi chế độ, với ba nhân vật chính là Sourou Apithy, Hubert Maga và Justin Ahomadegbé, mỗi người trong số họ đều đại diện cho một vùng đất trong nước. Ba người này đã quyết định thành lập hội đồng tổng thống sau khi bạo lực đã ngăn cản cuộc bầu cử năm 1970. Năm 1972, một cuộc đảo chính quân sự do Mathieu Kérékou lãnh đạo đã lật đổ hội đồng. Ông lập ra một chính phủ theo Chủ nghĩa Marx dưới quyền kiểm soát của Hội đồng Quân đội Cách mạng (CNR), và đất nước được đổi tên thành Cộng hòa Nhân dân Bénin năm 1975. Năm 1979, Hội đồng Quân đội Cách mạng giải tán và cuộc bầu cử diễn ra. Tới cuối thập niên 1980, Kérékou đã từ bỏ Chủ nghĩa Marx sau một cuộc khủng hoảng kinh tế và quyết định tái lập hệ thống nghị viện tư bản. Ông bị đánh bại năm 1991 trong cuộc bầu cử trước Nicéphore Soglo, trở thành tổng thống da đen đầu tiên của châu Phi thôi chức sau một cuộc bầu cử. Ông quay trở lại nắm quyền sau chiến thắng tại cuộc bầu cử năm 1996. Năm 2001, một cuộc bầu cử với kết quả sít sao khác khiến Kérékou tiếp tục thắng cử một nhiệm kỳ nữa. Những đối thủ của ông đã đưa ra một số lời buộc tội gian lận trong bầu cử.
Tổng thống Kérékou và cựu Tổng thống Soglo không ra tranh cử trong cuộc bầu cử năm 2006, cả hai đều bị hiến pháp Bénin ngăn cấm tranh cử vì tuổi tác và Tổng thống Kérékou đã giữ hai nhiệm kỳ liên tiếp trước đó. Tổng thống Kérékou được nhiều người ca ngợi vì đã không tìm cách sửa đổi hiến pháp để có thể tiếp tục tại vị hay tranh cử nhiệm kỳ thứ ba, không giống như một số lãnh đạo châu Phi khác. Một cuộc bầu cử, được cho là công bằng và tự do, đã được tổ chức ngày 5 tháng 3 năm 2006, và dẫn tới vòng loại trực tiếp giữa Yayi Boni và Adrien Houngbédji. Vòng loại trực tiếp được tổ chức ngày 19 tháng 3 với thắng lợi của Yayi Boni, ông lên nhậm chức ngày 6 tháng 4. Thắng lợi của cuộc bầu cử đa Đảng tại Bénin được ca ngợi rộng rãi, và Bénin được nhiều bên coi là một hình mẫu dân chủ tại châu Phi.

## Chính trị
Chính trị Bénin dựa trên mô hình Cộng hòa đại diện dân chủ tổng thống, theo đó Tổng thống Bénin vừa là nguyên thủ quốc gia vừa là lãnh đạo chính phủ, và trên một hệ thống đa Đảng đa dạng. Quyền hành pháp do chính phủ đảm nhận. Quyền lập pháp vừa do chính phủ vừa do nhánh lập pháp đảm nhận. Tư pháp độc lập với hành pháp và lập pháp. Hệ thống chính trị hiện nay được thành lập theo Hiến pháp Bénin năm 1990 và cuộc chuyển tiếp dân chủ sau đó năm 1991.

## Chính sách ngoại giao
Bénin là thành viên Liên Hợp Quốc, thành viên không thường trực Hội đồng Bảo an Liên Hợp Quốc (2004-2005), Phong trào không liên kết, Liên minh châu Phi (AU), Cộng đồng Pháp ngữ (Francophonie), FAO, IMF, WTO, ECOWAS (Cộng đồng Kinh tế Tây Phi) và nhiều tổ chức quốc tế và khu vực khác.
Bénin tham gia tích cực vào các hoạt động gìn giữ hoà bình do ECOWAS và Liên Hợp Quốc khởi xướng tại châu Phi như đóng góp quân cho lực lượng của Liên hiệp Quốc ONUCI tại Bờ Biển Ngà, MONUC tại Cộng hòa Dân chủ Công Gô.
Chính sách đối ngoại của Bénin là ưu tiên hợp tác khu vực, coi trọng quan hệ với phương Tây, nhất là Pháp và các tổ chức quốc tế, tài chính quốc tế để tranh thủ vốn và kỹ thuật.

## Khu vực hành chính
Trong nhiều thập kỷ Bénin được chia thành sáu khu hay tỉnh, mỗi khu đã được chia ra làm hai năm 1999. Các tỉnh được chia thành 77 làng.
Mười hai tỉnh của Bénin gồm:
- Alibori (từ phía bắc Borgou)
- Atakora
- Atlantique
- Borgou
- Collines (từ bắc Zou)
- Donga (từ nam Atakora)
- Kouffo (từ bắc Mono)
- Littoral (vùng Cotonou, chia từ Atlantique)
- Mono
- Ouémé
- Plateau (từ bắc Ouémé)
- Zou

## Địa lý

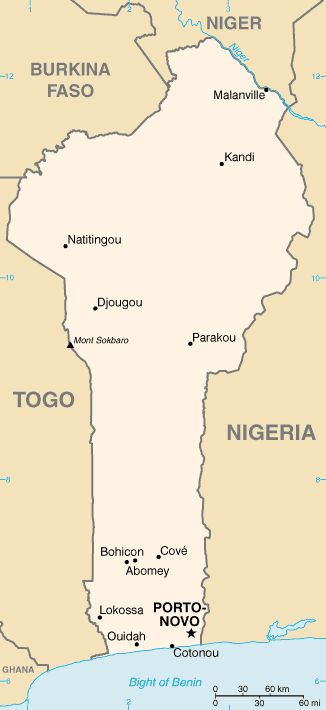
Bản đồ Bénin

Trải dài giữa sông Niger ở phía bắc và Eo Benin ở phía nam, cao độ của Bénin hầu như bằng nhau trên toàn đất nước. Đa phần dân số sống tại những đồng bằng ven biển phía nam, nơi có những thành phố lớn nhất nước, gồm Porto Novo và Cotonou. phía bắc đất nước đa phần gồm đồng cỏ và cao nguyên bán khô cằn.
Khí hậu Bénin nóng và ẩm với lượng mưa khá nhỏ so với các nước Tây Phi khác, dù có hai mùa mưa (tháng 4, tháng 6 và tháng 9 tháng 11). Trong mùa đông gió bụi harmattan có thể khiến trời đêm lạnh hơn.
Thành phố lớn nhất là Cotonou. Cái tên Cotonou xuất phát từ câu ku tɔ nu (tại hồ thần chết) trong tiếng Fon, là phá ở bên cạnh. Đây là một minh chứng cho niềm tin rằng các ngôi sao rơi xuống tượng trưng cho những linh hồn người chết ở thế giới bên kia. Chuyện kể rằng khi Cotonou được thành lập, ánh sáng của các làng ven hồ Ganvié suốt dọc phá chiếu ánh lung linh trên mặt nước, cho thấy những ngôi sao rơi bên dưới. Ganvié là một làng chài gồm những nhà sàn ven hồ ở bờ phía tây phá.
Thị trấn Ouidah là thủ đô tín ngưỡng của vodun, được dân bản địa gọi là glexwe. Đây từng là một cảng nô lệ lớn thời Bồ Đào Nha. Thị trấn Abomey là thủ đô cũ của Vương quốc Dahomey, và các vị vua Fon luôn sống ở đó.
Tại tỉnh Atakora, các khu định cư Betamaribe bên cạnh biên giới Togolese được gọi là tata somba (nhà Somba); chúng nổi tiếng vì các pháo đài, với các ngôi nhà bên trong và những người dân ngủ trong các túp lều giữa các kho thóc trên mái.

## Kinh tế
Kinh tế Bénin còn ở tình trạng chưa phát triển và dựa chủ yếu vào nông nghiệp, sản xuất bông và thương mại vùng. Tăng trưởng sản xuất thực trung bình ở mức ổn định 5% trong sáu năm qua, nhưng mức tăng dân số quá nhanh khiến con số trên không còn mang ý nghĩa. Lạm phát đã giảm xuống trong những năm gần đây. Đề tăng mức tăng trưởng kinh tế hơn nữa, Bénin đã đưa ra các kế hoạch nhằm thu hút đầu tư nước ngoài, nhấn mạnh hơn trên du lịch, khuyến khích phát triển các ngành công nghiệp chế biến thực phẩm mới và sản phẩm nông nghiệp, cũng như tăng cường công nghệ thông tin và tin học. Chính sách tư nhân hóa năm 2001 cần tiếp tục thực hiện ở cả lĩnh vực viễn thông, nước, điện, và nông nghiệp, dù chính phủ ban đầu có e ngại trong các lĩnh vực đó. Câu lạc bộ Paris và các chủ nợ đã giãn nợ cho Bénin, tuy nhiên vẫn thúc ép nước này tăng tốc cải cách cơ cấu.
Tài nguyên thiên nhiên có sắt (trữ lượng 1 tỷ tấn), phosphat, vàng, đá trắng và dầu lửa ở thềm lục địa. Nền kinh tế chủ yếu là nông nghiệp, chiếm 80% thu nhập quốc dân. Nông nghiệp Bénin lạc hậu, sản phẩm chủ yếu là lương thực và bông ngoài ra còn có dầu cọ, ngô, lạc, kê, ca cao v.v... Ngành chăn nuôi có cừu, dê. Bénin vẫn phải nhập phần lớn lương thực. Công nghiệp Bénin nhỏ bé, chủ yếu là ngành công nghiệp ép dầu cọ và khai thác sắt. Nền kinh tế ngầm (buôn bán lậu qua biên giới) chiếm đến 50% nền kinh tế Bénin.
Cảng Cotonu là bến quá cảnh của nhiều nước trong vùng Vịnh Bénin đã tạo nguồn thu ngoại tệ lớn cho Bénin. Bénin xuất khẩu bông, các sản phẩm từ cọ, dừa; nhập thực phẩm, các sản phẩm dầu lửa, thiết bị. Các bạn hàng chính: Trung Quốc, Mỹ, Ấn Độ, Thái Lan, Niger, Nigeria.

## Nhân khẩu
Tôn giáo tại Bénin (2002)

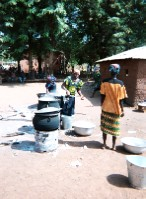

Có hàng chục nhóm ngôn ngữ tại Bénin, đại diện ba ngữ hệ chính của châu Phi: Niger-Congo, Nin-Sahara và Phi-Á. Các ngôn ngữ Phi-Á (Aforasiatic) được đại diện bởi tiếng Hausa chủ yếu là những lái buôn sống ở phía bắc trong khi các ngôn ngữ Nilo-Sahara được đại diện bởi Dɛndi, hậu duệ của Đế chế Songhai. [[Nhóm ngôn ngữ Songhay|ngôn ngữ Dɛndi]] chiếm ưu thế dọc theo sông Niger ở miền cực bắc, và được dùng như một lingua franca trong các cộng đồng Hồi giáo trên toàn miền bắc, tại các tỉnh Alibori, Borgou và Donga. Trong ngữ hệ Niger-Congo năm nhóm chính gồm:
- Nhóm Mande của người Boko hay Busa, hiện ở phía cực đông bắc (nam Alibori-bắc Borgou), nhưng trước kia đã từng được sử dụng rộng rãi bởi người Bariba
- Nhóm Tây Đại Tây Dương bởi các bộ lạc du mục Fulbe rải rác phía đông bắc
- Nhóm Benue-Congo bởi người Yoruba tại các tỉnh Collines và tỉnh cao nguyên, như cựu vương quốc Sakete, và thành phố thủ đô Porto-Novo, đã mở rộng ra phía bắc từ [[Oyo|Ɔyɔ]] và [[Ife|Ifɛ]] trong giai đoạn thế kỷ XII đến thế kỷ XIX
- Nhóm Gur (Voltaic) chiếm ưu thế tại bốn tỉnh phía bắc, với [[Bariba|Batɔmbu (Bariba)]] của cựu Vương quốc Borgou (Bariba) chiếm đa phần miền thôn quê tại các tỉnh chia tách của nó sau này là Borgou và Alibori, cũng như thủ phủ tỉnh Parakou; Yom tại đa phần tỉnh Donga và thủ phủ Djougou của nó; cùng nhiều nhóm tại Atakora, gồm cả [[Ditamari|Bɛtamaribɛ]] của vùng nông thôn Otammari xung quanh thủ phủ Natitingou, Biali, Waama của Tanguiéta, và Gulmàceba.
- Nhóm Kwa, đặc biệt là nhóm Gbe được người Tado ở các tỉnh trung và nam sử dụng: người Aja đã từng sinh sống tại tỉnh Kouffo từ nước láng giềng Togo dẫn tới sự hiện diện của những người Tado tại Bénin, ngoại trừ người Mina của tỉnh Mono, họ đến đây rải rác từ Togo hay Ghana: Văn hoá [[người Fon|Fɔn]] tập trung ở tỉnh Zou xung quanh thủ đô cũ Fɔn Abomey, nhưng cũng chiếm ưu thế tại Cotonou và các vùng nam Đại Tây Dương như Ouidah; Maxi ở trung Collines, đặc biệt xung quanh Savalou; [[Ayizo|Ayizɔ]] trung Đại Tây Dương (Allada); Xwla và Xueda tại các phá dọc bờ biển; [[Tofin|Tɔfin]] của Ouémé; và Gun của Porto-Novo. Nhóm Kwa được người Anii ở phía nam Donga trong vùng Bassila sử dụng, và [[Foodo|Fooɖo]] ở phía tây Donga gần thị trấn Ouaké.

Theo số lượng, ngôn ngữ đông đảo nhất là tiếng Fon với 1.7 người sử dụng (2001), tiếp theo là các nhóm Yoruba (1.2 triệu), Aja (600.000), Bariba (460.000), Ayizo (330.000), Fulbe (310.000) và Gun (240.000). Gần các cảng ở phía nam có những người dân da sáng hơn, họ là hậu duệ của những nô lệ quay trở về từ Brasil. Cũng có một số nhỏ người Âu, chủ yếu là người Pháp, người Á, chủ yếu là Liban và Ấn Độ.
Các tôn giáo bản xứ được đa số người dân tin theo gồm cả các tôn giáo duy linh tại Atakora (các tỉnh Atakora và Donga), và Vodun trong các cộng đồng người Yoruba và Tado ở miền trung và nam đất nước. Thị trấn Ouidah ở bờ biển miền trung là trung tâm của Beninese vodun.
Các vị thần Yoruba và Tado rất giống nhau:
- Thần tối cao Mawu (trong tiếng Fon) hay Olodumare (trong tiếng Yoruba)
- Thần đất hay đậu mùa, Sakpata hay Cankpana
- Thần sấm, Xevioso hay Cango
- Thần chiến tranh hay sắt, Gu hay Ogun

Các tôn giáo du nhập lớn nhất gồm Hồi giáo, bởi Đế chế Songhai và những nhà buôn Hausa, hiện có nhiều tín đồ trên khắp các tỉnh Alibori, Borgou, và Donga, cũng như trong cộng đồng Yoruba, với từ 10 đến 15% dân số; và Thiên chúa giáo, trên danh nghĩa có 10-15% tín đồ trên khắp miền trung và miền nam Bénin và tại Otammari ở Atakora. Tuy nhiên, đa số tín đồ Thiên chúa giáo tiếp tục giữ đức tin Vodun và đã đưa những vị thần Thiên chúa giáo vào trong các tín ngưỡng Vodun.

## Văn hoá
Mọi người tin rằng Vodun (hay "Voodoo", như thường được gọi) có nguồn gốc tại Bénin và đã được đưa tới Brasil, các quần đảo Caribbean, và nhiều phần Bắc Mỹ bởi các nô lệ từ thời vùng này còn là Bờ biển Nô lệ. Tôn giáo bản xứ Bénin được khoảng 60% tin theo. Từ năm 1992 Vodun đã được công nhận là một trong những tôn giáo chính thức của Bénin, và Ngày lễ Quốc gia Vodun được tổ chức vào ngày 10 tháng 1 hàng năm. Vào tháng 4 năm 2025, chính phủ Benin đã thông qua một đạo luật, công nhận 16 vương quốc, 80 tù trưởng cấp cao và 10 tù trưởng truyền thống thông qua một đạo luật mới được thông qua vào tháng 3 năm 2025. Giai đoạn tiền thuộc địa, được ấn định vào năm 1894 đối với miền nam và năm 1897 đối với miền bắc Benin, được dùng làm tài liệu tham khảo lịch sử cho dự luật thể chế hóa chế độ tù trưởng ở Benin. và điều chỉnh các quy tắc trên các lãnh thổ truyền thống.
Nhiều người Bénin ở phía nam đất nước có tên dựa trên Akan thể hiện ngày sinh của họ trong tuần. Những cặp sinh đôi rất quan trọng trong văn hoá Bénin, và những tên đặc biệt thường được sử dụng cho chúng.
Các ngôn ngữ địa phương được sử dụng như các ngôn ngữ giáo dục ở cấp tiểu học, tiếng Pháp chỉ được sử dụng sau cấp này. Các ngôn ngữ tại Bénin nói chung được ghi bằng các ký tự riêng biệt cho mỗi âm (phoneme), chứ không sử dụng dấu phụ như trong tiếng Pháp hay chữ ghép như trong tiếng Anh. Cả tiếng Yoruba của Bénin, tại Nigeria được viết bằng cả dấu phụ và chữ ghép. Ví dụ, các ngữ âm giữa viết é è, ô, o trong tiếng Pháp được viết e, ɛ, o, ɔ trong các ngôn ngữ tại Bénin, trong khi các phụ âm được viết ng và sh hay ch trong tiếng Anh được viết ŋ và c. Tuy nhiên, dấu phụ được dùng cho ngữ âm mũi và các phụ âm môi kp và gb, như ở tên của ngôn ngữ Fon Fon gbe /fõ ɡ͡be/, và các dấu phụ được dùng như các dấu thanh. Trong những văn bản xuất bản bằng tiếng Pháp, phép chính tả lai Pháp và Bénin thường được sử dụng.

## Chủ đề khác
- Viễn thông Bénin

Các trạm phát sóng TV - TV Quốc gia
Kênh thương mại TV3, trụ sở tại Cotonou
- Quan hệ nước ngoài Bénin
- Danh sách các thành phố tại Bénin
- Quân đội Bénin
- Nhà báo không biên giới Chỉ số tự do báo chí thế giới 2004: 27 trong số 167 quốc gia
- Vận tải Bénin

### Chính phủ
- Benin Government Portal (official site)

### Tin tức
- allAfrica - Benin news headline links
- L'Araignee (bằng tiếng Pháp)
- Allafrica news - Benin Lưu trữ ngày 3 tháng 5 năm 2006 tại Wayback Machine
- benininfo  (news in french)
- sonagnon.net Lưu trữ ngày 9 tháng 5 năm 2006 tại Wayback Machine (news in french)
- quotidien le martinal
- LC2 international TV Lưu trữ ngày 27 tháng 4 năm 2006 tại Wayback Machine (Live TV)
- Lưu trữ ngày 26 tháng 5 năm 2020 tại Wayback Machine (news in french)

### Tổng quan
- BBC News - Country Study: Benin
- Mục “Benin” trên trang của CIA World Factbook.
- MBendi - Information for Africa Lưu trữ ngày 24 tháng 4 năm 2006 tại Wayback Machine
- US State Department - Benin includes Background Notes, Country Study and major reports

### Văn hoá
- Beninese women authors at a glance Lưu trữ ngày 31 tháng 8 năm 2006 tại Wayback Machine

### Chỉ dẫn
- Columbia University Libraries - Benin directory category of the WWW-VL
- Benin Constitution[liên kết hỏng]
- Benin trên DMOZ
- Stanford University - Africa South of the Sahara: Benin directory category
- Yahoo! - Benin Lưu trữ ngày 21 tháng 8 năm 2008 tại Wayback Machine directory category